# Rhinatrematidae
Rhinatrematidae is een familie van wormsalamanders (Gymnophiona). De groep werd voor het eerst wetenschappelijk beschreven door Ronald Archie Nussbaum in 1977.
Er zijn elf soorten in twee geslachten. Alle soorten komen voor in noordelijk Zuid-Amerika.

## Taxonomie
Familie Rhinatrematidae
- Geslacht Epicrionops
- Geslacht Rhinatrema